# Xã Doniphan, Quận Ripley, Missouri
Xã Doniphan (tiếng Anh: Doniphan Township) là một xã thuộc quận Ripley, tiểu bang Missouri, Hoa Kỳ. Năm 2010, dân số của xã này là 5.656 người.